# Sarà perché ti amo (chissenefrega!!)
Sarà perché ti amo (chissenefrega!!) è un singolo del gruppo musicale italiano Ricchi e Poveri, pubblicato a giugno 2004.
Il brano, una cover del loro successo del 1981 Sarà perché ti amo, è in collaborazione con la cantautrice italiana Loredana Bertè.

## Descrizione
Nel 2004 i Ricchi e Poveri partecipano alla prima edizione del reality show di Rai 2 Music Farm, durante il quale collaborano con Loredana Bertè in una nuova versione di Sarà perché ti amo; successivamente, questa nuova rivisitazione viene inserita nella Music Farm Compilation, uscita in edicola e nei negozi di dischi al termine della trasmissione. Contemporaneamente, il pezzo viene remixato da Mario Fargetta, pubblicato su formato singolo con il titolo Sarà perché ti amo (chissenefrega!!) dalla Nar e distribuito dalla Edel, tornando in classifica dopo più di vent'anni dalla sua prima incisione (il 29 luglio entra nella Top 20 alla 15ª posizione).
Nel 2024, vent'anni dopo la pubblicazione del singolo e in concomitanza con la partecipazione dei Ricchi e Poveri e di Loredana Bertè alla 74ª edizione del Festival di Sanremo, il brano viene poi inserito nella raccolta di Bertè Ribelle, diventando disponibile in streaming.

## Tracce
1. Sarà perché ti amo (Chi se ne frega!!)Mafa Edit (Remix by Mario Fargetta) – 3:20 (testo: Daniele Pace, Enzo Ghinazzi – musica: Dario Farina)
2. Sarà perché ti amo (Chi se ne frega!!) Mafa Extended (Remix by Mario Fargetta) – 5:20 (testo: Daniele Pace, Enzo Ghinazzi – musica: Dario Farina)

## Formazione
- Ricchi e Poveri (Angela Brambati, Angelo Sotgiu, Franco Gatti) – voce
- Loredana Bertè – voce aggiuntiva
- Pinuccio Pirazzoli – produzione artistica, arrangiamenti e direzione d'orchestra
- Gianluca Pirazzoli – realizzazione tecnica
- Mario Fargetta – remix
- Cristian Piccinelli – remix
- Magnolia s.r.l. su licenza Rai – RaiTrade – produzione

## Classifiche
| Classifica (2004-05) | Posizione massima |
| -------------------- | ----------------- |
| Italia               | 15                |
| Russia               | 68                |
| Ucraina              | 36                |

## Date di pubblicazione
| Paese  | Data | Etichetta | Formato    | Nº Catalogo |
| ------ | ---- | --------- | ---------- | ----------- |
| Italia | 2004 | NAR       | CD Singolo | NAR 10504   |
| Italia | 2004 | NAR       | 45 giri    | nar m 10004 |

Pubblicazione & Copyright: 2004 - Nar International s.r.l. su licenza Rai – RaiTrade.

Distribuzione: Edel Music.